# 名古屋松竹座
名古屋松竹座（なごやしょうちくざ）は、愛知県名古屋市にかつて存在した劇場・映画館である。同市末広町（栄）にあった劇場・映画館（1883年 - 1945年）の時代と中村区名駅にあった映画館（1956年 - 2002年）の時代が存在するが、本項では中村区名駅に所在した映画館を取り上げ、同市末広町に所在した劇場・映画館については、 

## データ
- 所在地：愛知県名古屋市中村区名駅4丁目7-35 毎日名古屋会館地下1階
  - 開館当時の同市中村区堀内町4-1[注 1]、現在のミッドランドスクエアの位置
- 観客定員数：1,027人（大映時代[注 1]）→834人（1990年代頃）→642人（閉館時）

## 歴史

### 名古屋大映の時代
1953年（昭和28年）9月7日、名古屋市中村区堀内町（後の同区名駅）に毎日新聞中部本社を擁する毎日名古屋会館が開業。それから2年半を経た1956年（昭和31年）3月31日、毎日名古屋会館地下1階に大映のロードショー館として「名古屋大映劇場」がオープンした。ビルの地下にもかかわらず、開業時の観客定員数は1,027人と多く、“東洋一の地下劇場”とも呼ばれた。毎日名古屋会館は当館の他、ヘラルドグループの毎日ホール劇場・毎日地下劇場と中日本興業のアスター映劇（後のグランド6）といった映画館が入居しており、隣接する豊田ビルの名古屋グランド劇場（中日本興業運営、4→5スクリーン）と共に数々のヒット作を上映してきた。
全国の映画館数がピークに達した1960年（昭和35年）の時点では、名古屋市内で大映を冠した映画館は当館と大須大映（中区）、金山大映（中区）、桜大映（西区）、京栁大映（東区）、大曽根大映（北区）の6館が存在したが、ひとつまた一つと撤退し、10年後の1970年（昭和45年）時点では当館のみとなった。

### 名古屋松竹座の時代
1971年（昭和46年）に大映が経営不振で倒産すると、名古屋大映の跡地は松竹に譲渡され、同年12月に名古屋松竹座と改めリニューアルオープン。旧「末広座」の名古屋大空襲による消失から26年ぶりに松竹座の名称が復活した。
以後『男はつらいよ』シリーズ等の山田洋次監督作をはじめ、『機動戦士ガンダム』『釣りバカ日誌』シリーズ等のヒット作を上映してきたが、1999年（平成11年）に松竹がブロック・ブッキング制を廃止すると、同年6月12日公開の『メッセージ・イン・ア・ボトル』（ケヴィン・コスナー主演）からは洋画も上映。またドルビーデジタル・サラウンドEXを導入したり、女性専用の優先指定席を設ける等のテコ入れを図っていた。
毎日名古屋会館を含む名駅方面の再開発に伴い、2002年（平成14年）1月31日をもって閉館。最末期は豊田ビル内のグランド2と番組交換する形で東映の作品を上映していたため、2001年（平成13年）12月15日封切の『千年の恋 ひかる源氏物語』（堀川とんこう監督）が最終上映作となった。この8か月後の9月13日には、愛知県内の東映系チェーンマスターだった名古屋東映も閉館している。
閉館から5年後の2007年（平成19年）3月6日、毎日名古屋会館と豊田ビルの跡地にミッドランドスクエアがグランドオープン。同ビル内に中日本興業運営のシネマコンプレックス「ミッドランドスクエアシネマ」が入居している。